# Hans Olsson (sciatore)
Hans Anders Olsson (Mora, 27 agosto 1984) è un ex sciatore alpino svedese specializzato nelle prove veloci e nella combinata.

## Biografia

### Stagioni 2000-2008
Olsson, attivo in gare FIS dal gennaio del 2000, esordì in Coppa Europa il 2 dicembre 2003 a Åre, piazzandosi 37º in slalom speciale. Il primo risultato di rilievo nella sua carriera fu la conquista della medaglia d'oro nel supergigante ai Mondiali juniores di Maribor 2004. Pochi giorni dopo questo risultato, il 6 marzo, fece il suo esordio in Coppa del Mondo nella discesa libera di Lillehammer Kvitfjell, senza concluderla.
Il 4 novembre 2005 ottenne a Landgraaf in KO slalom il suo primo podio in Coppa Europa (2º); un mese dopo, l'11 dicembre a Val-d'Isère, colse in supercombinata i suoi primi punti in Coppa del Mondo (13º). Nel 2007 partecipò ai Mondiali di Åre, sua prima presenza iridata: in quell'occasione vinse la medaglia d'argento nella prova a squadre, si classificò al 23º posto nella discesa libera, al 21º nel supergigante e non concluse la supercombinata. Il 17 marzo dello stesso anno vinse a Santa Caterina Valfurva la sua prima gara di Coppa Europa, una supercombinata.

### Stagioni 2009-2015
Il 29 novembre 2008 ottenne il primo podio in Coppa del Mondo, il 3º posto nella discesa libera di Lake Louise; in seguito prese parte ai Mondiali di Val-d'Isère 2009, piazzandosi 33º nel supergigante, 17º nella supercombinata e non completando la discesa libera. L'11 marzo dello stesso anno salì per la seconda e ultima volta sul podio in Coppa del Mondo, nella discesa libera di Åre (3º), mentre nella stagione successiva ai XXI Giochi olimpici invernali di Vancouver 2010, sua unica presenza olimpica, fu 12º nella discesa libera e non terminò il supergigante e la supercombinata.
Nel 2011 vinse la medaglia di bronzo iridata nella gara a squadre ai Mondiali di Garmisch-Partenkirchen, dove fu anche 26º nella discesa libera mentre non completò supergigante e supercombinata; il 19 marzo successivo vinse la sua ultima gara di Coppa Europa, il supergigante di Formigal, mentre l'ultimo podio di Olsson nel circuito continentale fu il 3º posto ottenuto nella discesa libera disputata a Sarentino il  6 febbraio 2014. Al termine della stagione 2014-2015 annunciò il suo ritiro dalle competizioni e l'impegno nel comitato organizzatore dei Mondiali di Åre 2019; l'ultima gara della sua carriera fu la discesa libera di Coppa del Mondo disputata a Wengen il 18 gennaio 2015, che chiuse al 42º posto.

## Palmarès

### Mondiali
- 2 medaglie:
  - 1 argento (gara a squadre a Åre 2007)
  - 1 bronzo (gara a squadre a Garmisch-Partenkirchen 2011)

### Mondiali juniores
- 1 medaglia:
  - 1 oro (supergigante a Maribor 2004)

### Coppa del Mondo
- Miglior piazzamento in classifica generale: 37º nel 2009
- 2 podi (entrambi in discesa libera):
  - 2 terzi posti

### Coppa Europa
- Miglior piazzamento in classifica generale: 10º nel 2011
- 10 podi:
  - 6 vittorie
  - 3 secondi posti
  - 1 terzo posto

#### Coppa Europa - vittorie
| Data             | Località                | Paese       | Specialità |
| ---------------- | ----------------------- | ----------- | ---------- |
| 17 marzo 2007    | Santa Caterina Valfurva | Italia      | SC         |
| 9 novembre 2007  | Landgraaf               | Paesi Bassi | IN         |
| 6 novembre 2008  | Landgraaf               | Paesi Bassi | IN         |
| 17 novembre 2009 | Wittenburg              | Germania    | IN         |
| 26 febbraio 2011 | Sarentino               | Italia      | SG         |
| 19 marzo 2011    | Formigal                | Spagna      | SG         |

Legenda:

SG = supergigante

SC = supercombinata

IN = slalom indoor

### Australia New Zealand Cup
- Miglior piazzamento in classifica generale: 27º nel 2010
- 1 podio:
  - 1 secondo posto

### Campionati svedesi
- 21 medaglie[2][3]:
  - 16 ori (discesa libera, supergigante, combinata nel 2005; discesa libera nel 2006; discesa libera, supergigante nel 2007; discesa libera, supercombinata, slalom parallelo nel 2008; discesa libera nel 2009; discesa libera nel 2010; discesa libera, supergigante, supercombinata nel 2011; discesa libera, supergigante nel 2014)
  - 3  argenti (supergigante nel 2006; supergigante nel 2008; supergigante nel 2010)
  - 2 bronzi (slalom gigante nel 2009; slalom gigante nel 2010)